# Solvibilità
La solvibilità in economia è la capacità di far fronte agli impegni finanziari assunti e quindi nel poter pagare un debito e il suo relativo tasso d'interesse. Debito che può essere contratto tramite obbligazioni (se aziende), fidi bancari, prestiti e mutui.
Nel caso in cui non si riesca a ripagare un debito, ovvero "mancata solvibilità", si incorrerà in prospettive di ulteriore indebitamento (ove possibile) oppure verso procedure di liquidazione.